# Маченано (Терни)
Маченано је насеље у Италији у округу Терни, региону Умбрија.
Према процени из 2011. у насељу је живело 178 становника. Насеље се налази на надморској висини од 296 м.